# Benvingut al paradís (disc)
Benvingut al paradís és el sisè disc de la banda de rock Obrint Pas. Va ser presentat a la primavera de l'any 2007. Va ser editat en format CD, juntament un DVD amb imatges de l'enregistrament del disc a un mas dels Ports i de l'Internacionalista Tour que va seguir a En moviment!.
El disc va continuar en la línia combativa i compromesa característica d'Obrint Pas, i es va orientar especialment cap a l'internacionalisme dels pobles, tal com mostra la caràtula on hi el boxador Muhammad Ali ocupa el primer pla. D'igual manera, hi ha peces a favor del socialisme i el valencianisme. Quant l'estil musical, resulta més rock-fusió de ritmes globals que en els anteriors treballs del grup, reforçat per l'ample ventall de col·laboracions provinents de tot el món. Segons Enderrock, l'àlbum "era un mostrari de les resistències del nou segle, que es va arrelar en la memòria col·lectiva de les lluites per la dignitat de les persones de tots els temps."
Entre les cançons més populars de Benvingut al paradís cal destacar el tall que dona nom al disc, Viure, El gran circ dels invisibles (la qual va comptar amb un vídeoclip ambientat en un combat de boxa) i les col·laboracions a Cau la nit amb Miquel Gil i Malaguenya de Barxeta, la qual va llançar la carrera de Pep Gimeno "Botifarra" com a cantant de folk valencià (també va intervindre a Camins). En la resta de col·laboracions s'hi manté l'esperit internacionalista del disc incorporant veus i instrumentacions tant valencianes com d'altres cultures del món: Manoli Alandes (Soul Atac), Alif Sound System, Chola, Rude Man, Xabi Arakama, La Gossa Sorda, Abdeljalil Kodssi, etc.

## Llista de cançons
L'àlbum contenia el següent llistat de cançons:
| Núm. | Títol                          | Durada |
| ---- | ------------------------------ | ------ |
| 1.   | «Benvingut al paradís»         | 05:11  |
| 2.   | «Viure»                        | 03:11  |
| 3.   | «Cau la nit»                   | 01:48  |
| 4.   | «El gran circ dels invisibles» | 04:05  |
| 5.   | «Una història d'amor»          | 05:11  |
| 6.   | «Lluna de plata»               | 04:17  |
| 7.   | «Alça't»                       | 03:37  |
| 8.   | «Quan es fa fosc»              | 03:17  |
| 9.   | «Tres segles»                  | 04:29  |
| 10.  | «Camins»                       | 04:32  |
| 11.  | «Mentides»                     | 04:24  |
| 12.  | «Malaguenya de Barxeta»        | 03:53  |
| 13.  | «Barricades»                   | 02:27  |
| 14.  | «Somnis de lluna»              | 04:58  |
| 15.  | «Cante»                        | 04:46  |
| 16.  | «Amb la teua gent»             | 04:08  |
| 17.  | «Dakar»                        | 05:16  |
| 18.  | «L'últim combat»               | 05:30  |